# Bejía
Bejía o Begía es un pequeño caserío perteneciente al municipio de San Cristóbal de La Laguna, en la isla de Tenerife —Canarias, España—.
Es uno de los núcleos que forman la zona conocida como Las Montañas, que aglutina a la mayoría de los caseríos ubicados en el macizo de Anaga pertenecientes a La Laguna.
Posee elementos arquitectónicos destacados en forma de viviendas tradicionales canarias.

## Geografía
Se trata de un caserío de viviendas dispersas en las laderas de la parte alta del valle del Peladero, en la vertiente norte del macizo de Anaga, a 14,6 kilómetros del centro municipal y a una altitud media de 497 m s. n. m.
En su paisaje sobresale la elevación rocosa conocida como Roque la Baga.

## Demografía
Bejía no aparece como entidad independiente en los censos de población al ser englobado, junto a los otros caseríos de Anaga pertenecientes a La Laguna, bajo la entidad de población denominada Las Montañas.
| Año        | 2000 | 2001 | 2002 | 2003 | 2004 | 2005 | 2006 | 2007 | 2008 | 2009 | 2010 | 2011 | 2012 | 2013 | 2014 |
| ---------- | ---- | ---- | ---- | ---- | ---- | ---- | ---- | ---- | ---- | ---- | ---- | ---- | ---- | ---- | ---- |
| Habitantes | 175  | 170  | 167  | 160  | 171  | 180  | 186  | 300  | 303  | 300  | 288  | 286  | 288  | 293  | 289  |

## Historia
Bejía surge como población estable en el siglo xviii, siendo un importante lugar de pastoreo.
En 1812, Bejía pasa a incluirse en el término del recién constituido municipio de Punta del Hidalgo. Sin embargo, en 1847 pasa a ser agregado, junto al resto de caseríos de Las Montañas, a San Cristóbal de La Laguna.
La apertura de la pista de acceso a Bejía data de la década de 1970.
En 1994 Bejía pasa a estar incluido en su totalidad en el espacio natural protegido del parque rural de Anaga.

## Comunicaciones
Se llega al caserío a través de una pista que conecta con la carretera Camino de El Batán TF-143.

### Caminos
Por el caserío cruzan varios caminos aptos para la práctica del excursionismo, entre los que se encuentra uno de los caminos homologados de la Red de Senderos de Tenerife:
- Sendero PR-TF 11 Cruz del Carmen - El Batán - Punta del Hidalgo.[6]